# Панцулая, Георгий Ермолаевич
Панцулая Георгий Ермолаевич (родился 17 ноября 1950, Кутаиси, Грузинская ССР) — врач, советский и российский хирург, Заслуженный врач Российской Федерации, кандидат медицинских наук, изобретатель, организатор здравоохранения и общественный деятель.

## Биография
Родился 17 ноября 1950 года в г. Кутаиси Грузинской ССР. В 1968 году окончил 13-ю среднюю школу г. Кутаиси, в 1974 году — Астраханский государственный медицинский институт, а в 1975 году — интернатуру по хирургии.
В 1978 году, работая сосудистым хирургом в отделении общей хирургии горбольницы № 2 г. Сочи, Панцулая Г. Е. впервые в СССР применил интраоперационное введение флебосклерозирующих препаратов в стволы подкожных и перфорантных вен голени для уменьшения травматичности венэктомий при варикозных язвах. Предложенный им способ получил положительный отзыв Всесоюзного научного центра хирургии АМН СССР в 1980 году. На основании этого Государственный комитет по делам открытий и изобретений СССР выдал Панцулая Г. Е. авторское свидетельство на изобретение «Способ лечения варикозных язв» № 959765 от 21.05. 1982 года с приоритетом от 27.02. 1980 года. Результаты применения способа Панцулая Г. Е. осветил в кандидатской диссертации, которую под руководством профессора Васюткова В. Я., успешно защитил в 1983 году
Чтобы получить полную самостоятельность и освоить новое направление — микрососудистую хирургию, Панцулая Г. Е. в 1982 году перешел на работу в Республиканскую Кутаисскую клиническую больницу — центр медицинской помощи в Западной Грузии. Он организовал и до июля 1992 года был заведующим отделением микрохирургии и сосудистой хирургии. В отделении проводились основные операции на аорте и её ветвях при их заболеваниях и травмах. Но главное, успешно внедрялись актуальные для того времени микрососудистые операции : многочасовые реплантации пальцев и кисти после их полной травматической ампутации, свободная аутотрансплантация на микрососудистой ножке кожно-мышечных комплексов, наложение тестикулло-эпигастральных анастомозов при варикоцеле и пр. Им впервые в СССР выполнены успешные операции экстренной и отсроченной свободной аутотрансплантации сегментов большого сальника на микрососудистых анастомозах при полном скальпировании предплечья и кисти с последующим покрытием трансплантатов расщепленными кожными лоскутами.
В 1992 году Панцулая Г. Е. начинает работать в Астрахани. В условиях городской больницы № 3, невзирая на скептицизм коллег о возможности проведения высокотехнологичных микрососудистых операций в провинциальном областном центре, он организовал их проведение впервые в Астраханской области. Наиболее сложные клинические случаи (реплантаци пальцев и предплечья, пересадки пальцев со стопы на кисть, микрососудистой аутотрансплантации кости и др.) демонстрированы им на конференциях Астраханской государственной медицинской академии, на заседаниях областного научного общества травматологов и ортопедов Астраханской области.
Организаторские способности Панцулая Г. Е. обусловили назначение его на должность заместителя начальника Управления здравоохранения г. Астрахани, а позже главным врачом городской клинической больницы № 2 г. Астрахани (ГКБ № 2). Способность преодолевать проблемы и новаторство продолжали характеризовать Панцулая Г. Е. и в новой специальности — организатора здравоохранения.
Так, например, летом 2009 года, накануне региональных выборов, крупная российская компания решила ликвидировать свою медсанчасть, являющуюся больницей скорой медицинской помощи с персоналом в несколько сотен высококвалифицированных сотрудников. Крайне ответственную задачу — в кратчайшие сроки сохранить столь значимое лечебное учреждение и избежать социальных потрясений, поручили именно Панцулая Г. Е. И ему удалось, преодолев в течение месяца множество сложнейших организационных, имущественных, юридических, лицензионных и других бюрократических проблем, присоединить медсанчасть, практически без остановки её работы, к ГКБ № 2. Важным событием для астраханского здравоохранения была и организация Панцулая Г. Е. на базе поликлиники ГКБ № 2 первого в Астраханской области отделения врачей общей практики, что послужило основой внедрения общеврачебной практики на территории всей области.
Панцулая Г. Е. в течение ряда лет был депутатом городского Совета г. Астрахани, внештатным экспертом министерства здравоохранения Российской Федерации по общеврачебной практике и семейной медицине, членом учёного Совета Астраханской государственной медицинской академии, членом аттестационной комиссии Департамента здравоохранения Астраханской области, народным заседателем районного суда. Он способствовал возрождению памяти известных астраханских купцов-меценатов братьев Губиных, много сделавших для развития г. Астрахани, в том числе построивших Покровский собор и здание лечебницы на Покровской площади. В здании лечебницы размещался один из корпусов ГКБ № 2. По инициативе Панцулая Г. Е. к 100-летию ГКБ № 2 учреждению было присвоено имя братьев Губиных, которое оно носит до сих пор.

## Научные труды и работы
Панцулая Г. Е. является автором 56 научно-практических работ, самых разнообразных направлений, опубликованных в центральной печати, в журналах «Хирургия», «Клиническая хирургия», «Сосудистая хирургия и ангиология», «Травматология и ортопедия», «Урология», «Кардиология», «Вопросы курортологии и физиотерапии» и др. Статья об экстренной и отсроченной микрохирургической аутооментопластики при лечении скальпированных ран предплечья и кисти отмечена в юбилейном номере журнала «Хирургия», посвященном его 75-летию, в перечне оригинальных статей, опубликованных в журнале за этот период.
Панцулая Г. Е. — автор нескольких изобретений в области хирургии, в том числе изобретения № 1333311 от 1987 г. «Способ защиты сосудистого анастомоза» в условиях инфицированных ран. Он — участник многих съездов и конференций врачей СССР, Российской Федерации , Украинской ССР и Закавказья.

## Награды и звания
За заслуги в области здравоохранения Панцулая Г. Е. присвоено почетное звание Заслуженный врач Российской Федерации. Он награждён Почетным знаком Губернатора Астраханской области, грамотами министерства здравоохранения РФ, Государственной Думы Астраханской области, администрации г. Астрахани. Панцулая Г. Е. — Лауреат премии города Астрахани в области здравоохранения.